# Новак, Сесиль
Сеси́ль Нова́к-Грассо́ (фр. Cécile Nowak-Grasso; 22 апреля 1967, Валансьен) — французская дзюдоистка суперлёгкой и полулёгкой весовых категорий, выступала за сборную Франции в середине 1980-х — начале 1990-х годов. Чемпионка летних Олимпийских игр в Барселоне, чемпионка мира, четырёхкратная чемпионка Европы, победительница многих турниров национального и международного значения. Также известна как тренер по дзюдо.

## Биография
Сесиль Новак родилась 22 апреля 1967 года в городе Валансьен департамента Нор. Проходила подготовку в клубах единоборств в Сент-Аман-лез-О и Булонь-Бийанкур.
Впервые заявила о себе в сезоне 1984 года, одержав победу на международном турнире в Орлеане. Год спустя выиграла в суперлёгком весе международный турнир в Гааге, ещё через год была лучшей на командном чемпионате Европы в Нови-Саде и на студенческом чемпионате мира в Сан-Паулу. В 1987 году заняла первые места на международных турнирах в Москве, Страсбурге и Леондинге, получила золото на командном европейском первенстве в Париже.
В 1989 году Новак завоевала золотую медаль в личном зачёте на чемпионате Европы в Хельсинки и побывала на чемпионате мира в Белграде, откуда привезла награду бронзового достоинства. В следующем сезоне защитила звание чемпионки Европы в суперлёгком весе, одолев всех соперниц на соревнованиях в немецком Франкфурте-на-Майне. В 1991 году выиграла европейское первенство в Праге и первенство мира в Барселоне. В 1992 году на домашнем европейском первенстве в Париже в четвёртый раз подряд заслужила звание чемпионки Европы. Благодаря череде удачных выступлений удостоилась права защищать честь страны на летних Олимпийских играх в Барселоне, куда женское дзюдо впервые было включено в качестве полноценной дисциплины. Взяла здесь верх над всеми оппонентками, в том числе над японкой Рёко Тамурой в финале, и завоевала тем самым золотую олимпийскую медаль.
После победной барселонской Олимпиады Сесиль Новак ещё в течение некоторого времени оставалась в основном составе дзюдоистской команды Франции и продолжала принимать участие в крупнейших международных турнирах. Так, в 1993 году, поднявшись в полулёгкий вес, она отправилась представлять страну на чемпионате Европы в Афинах, где на сей раз выиграла бронзовую медаль. Также взяла бронзу на чемпионате мира в канадском Гамильтоне, проиграв на стадии четвертьфиналов представительнице Кубы Легне Вердесии. Вскоре по окончании этих соревнований приняла решение завершить карьеру профессиональной спортсменки, уступив место в сборной молодым французским дзюдоисткам.
Впоследствии работала тренером по дзюдо, состояла в тренерском штабе французской национальной сборной.